# NCSM Stratford (J310)
Le NCSM  Stratford (pennant number J310) (ou en anglais HMCS Stratford) est un dragueur de mines de la Classe Bangor lancé pour la Marine royale canadienne (MRC) et qui a servi pendant la Seconde Guerre mondiale.

## Conception
Le Stratford est commandé dans le cadre du programme de la classe Bangor de 1941-42 pour le chantier naval de Davie Shipbuilding and Repairing Co. Ltd. de Lauzon au Québec au Canada. La pose de la quille est effectuée le 29 octobre 1941, le Stratford est lancé le 14 février 1942 et mis en service le 29 août 1942.
La classe Bangor doit initialement être un modèle réduit de dragueur de mines de la classe Halcyon au service de la Royal Navy,. La propulsion de ces navires est assurée par trois types de motorisation : moteur diesel, moteur à vapeur à pistons à double ou triple expansions et turbine à vapeur. Cependant, en raison de la difficulté à se procurer des moteurs diesel, la version diesel a été réalisée en petit nombre.
Les dragueurs de mines de classe Bangor version canadienne déplacent 683 tonnes en charge normale . Afin de pouvoir loger les chaufferies, ce navire possède des dimensions plus grandes que les premières versions à moteur diesel avec une longueur totale de 54,9 mètres, une largeur de 8,7 mètres et un tirant d'eau de 2,51 mètres. Ce navire est propulsé par deux moteurs alternatifs verticaux à triple détente alimentés par deux chaudières à tubes d'eau à trois tambours Admiralty et entraînant deux arbres d'hélices. Le moteur développe une puissance de 2 400 chevaux-vapeur (1 790 kW) et atteint une vitesse maximale de 16 nœuds (30 km/h). Le dragueur de mines peut transporter un maximum de 152 tonnes de fioul.
Leur manque de taille donne aux navires de cette classe de faibles capacités de manœuvre en mer, qui seraient même pires que celles des corvettes de la classe Flower. Les versions à moteur diesel sont considérées comme ayant de moins bonnes caractéristiques de maniabilité que les variantes à moteur alternatif à faible vitesse. Leur faible tirant d'eau les rend instables et leurs coques courtes ont tendance à enfourner la proue lorsqu'ils sont utilisés en mer de face.
Les navires de la classe Bangor sont également considérés comme exiguës pour les membres d'équipage, entassant 6 officiers et 77 matelots dans un navire initialement prévu pour un total de quarante.

## Histoire

### Seconde Guerre mondiale
Le Stratford est mis en service dans la Marine royale canadienne le 29 août 1942 à Toronto.
Après son arrivée à Halifax, en Nouvelle-Écosse, le Stratford est affecté à la Newfoundland Force (Force de Terre-Neuve). Avec cette unité, le navire est utilisé comme escorte de convoi pendant toute la guerre.
En décembre 1944, il subit un carénage à Dartmouth (Nouvelle-Écosse). Après son achèvement, il se rend aux Bermudes pour y patrouiller du 15 février au 18 mars 1945.
À son retour des Bermudes, le 11 mars 1945, le Stratford entre en collision avec le destroyer NCSM Ottawa aux abords de Halifax,. Son gaillard avant subit d'importants dommages et, de ce fait, reste inactif jusqu'à ce qu'il soit désarmé le 4 janvier 1946.

### Après-guerre
Il est mis sur la liste de destruction en 1946 et vendu à la casse. Le navire est démantelé en 1946.

### Honneurs de bataille
- Gulf of St. Lawrence 1942
- Atlantic 1942-1944

### Participation auxconvois
Le Stratford a navigué avec les convois suivants au cours de sa carrière:
1. Convoi BX 44
2. Convoi HX 213
3. Convoi ON 174
4. Convoi ON 243
5. Convoi XB 44A

### Commandement
- Lieutenant (Lt.) Ralph Morton Meredith (RCNR) du 29 août 1942 au 30 octobre 1942
- Lieutenant (Lt.) Roderick John Cornell Pringle (RCNVR) du 31 octobre 1942 au 3 mai 1943
- Lieutenant (Lt.) William Grant Garden (RCNVR) du 4 mai 1943 au 4 août 1943
- Lieutenant (Lt.) Donald William Green Storey (RCNVR) du 5 août 1943 au 20 décembre 1943
- Lieutenant (Lt.) H.A. Ovenden (RCNR) du 21 décembre 1943 au 21 juin 1944
- Lieutenant (Lt.) Robert George Magnusson (RCNVR) du 21 juin 1944 au 1er avril 1945
- Lieutenant (Lt.) Jean Paul Charbonneau (RCNVR) du 2 avril 1945 au 25 avril 1945
- Lieutenant (Lt.) James Manley Scott Clark (RCNVR) du 26 avril 1945 au 13 juin 1945
- Sub-Lieutenant (S/Lt.) Gordon Gray Currie (RCNVR) du 4 octobre 1945 au 4 janvier 1946

Notes:
RCNR: Royal Canadian Naval Reserve
RCNVR: Royal Canadian Naval Volunteer Reserve 